# Василевичи (Слонимский район)
Василевичи (бел. Васіле́вічы) — агрогородок в Слонимском районе Гродненской области Белоруссии. Входит в состав Сеньковщинского сельсовета.
До 8 января 2023 года входил в состав и являлся административным центром Василевичского сельсовета.

## География
Агрогородок находится в 5 км к северо-западу от Слонима, в 150 км от Гродно, в 8 км от железнодорожной станции Слоним. Поселение стоит на левом берегу Щары.

## История
12 октября 1940 года деревня Василевичи вошла в состав Поречского сельсовета в составе Слонимского района Барановичской области Белорусской ССР.
16 декабря 1942 года нацисты расстреляли почти всех жителей деревни Василевичи.
С 8 января 1954 года поселение находится в Гродненской области. 17 ноября 1986 года Василевичи стали центром Василевичского сельсовета.
26 марта 2009 года деревня Василевичи преобразована в агрогородок.
8 января 2023 года в связи с объединением Василевичского и Сеньковщинского сельсоветов включен в состав Сеньковщинского сельсовета.

## Население
- 1996 год — 368 человек, 133 двора[4].
- 2009 год — 418 человек.
- 2019 год — 377 человек[2].

## Инфраструктура
В агрогородке работают базовая школа, ясли-сад, амбулатория, центр народного творчества, библиотека, отделение связи. Действует коммунальное сельскохозяйственное унитарное предприятие «Василевичи».

## Памятные места
- Братская могила советских воинов[4].
- Могила мирных жителей, расстрелянных в декабре 1942 года[2].